# Obermarchtal
Obermarchtal – miejscowość i gmina w Niemczech, w kraju związkowym Badenia-Wirtembergia, w rejencji Tybinga, w regionie Donau-Iller, w powiecie Alb-Donau, wchodzi w skład związku gmin Munderkingen. Leży ok. 36 km na południowy zachód od Ulm, przy drodze krajowej B311.
Znajduje się tu klasztor norbertański.